# Enomoto Jun
Jun Enomoto (sinh ngày 13 tháng 5 năm 1977) là một cầu thủ bóng đá người Nhật Bản.

## Sự nghiệp câu lạc bộ
Jun Enomoto đã từng chơi cho FC Tokyo.